# ピエトロ・ピポロ
ピエトロ・ピポロ（Pietro PIPOLO, 1986年2月27日 - ）はイタリア、マリーノ出身の元サッカー選手。現役時代のポジションはゴールキーパー。
2009年にローマ退団後、FCルガーノに加入したが右膝十字靭帯断裂の重傷を負い一年間、リハビリをした。リハビリ後、現役引退をした。
| スタブアイコン | サブスタブ | この項目は、まだ閲覧者の調べものの参照としては役立たない、サッカー選手に関連した書きかけの項目です。この項目を加筆・訂正などしてくださる協力者を求めています（P:サッカー/PJ:サッカー選手/PJ:女子サッカー）。 |